# إريس تري
إريس تري (بالإنجليزية: Iris Tree) (27 يناير 1897، لندن في المملكة المتحدة - 13 أبريل 1968، لندن في المملكة المتحدة)؛ رسامة، ممثلة، كاتِبة وشاعرة بريطانية.

## روابط خارجية
- إريس تري على موقع IMDb (الإنجليزية)
- إريس تري على موقع ألو سيني (الفرنسية)
- إريس تري على موقع قاعدة بيانات الأفلام السويدية (السويدية)
- إريس تري على موقع كينوبويسك (الروسية)